# Chuck Willis
Harold "Chuck" Willis (Atlanta, Geórgia, 31 de janeiro de 1926 – Atlanta, 10 de abril de 1958) foi um músico de blues, rhythm and blues e compositor norte-americano. Seus maiores sucessos foram, "See See Rider" (1957) e "What Am I Living For" (1958), ambos chegaram o nº 1 na parada de Billboard R&B/Hip-Hop Songs.

## Discografia

### Chart singles
| Ano  | Singles                                                   | Gravadora     | Posições | Posições |
| Ano  | Singles                                                   | Gravadora     | EUA Pop  | EUA R&B  |
| ---- | --------------------------------------------------------- | ------------- | -------- | -------- |
| 1952 | "My Story"                                                | OKeh 4-6905   | -        | 2        |
| 1953 | "Going To The River"                                      | OKeh 4-6952   | -        | 4        |
| 1953 | "Don't Deceive Me"                                        | OKeh 4-6985   | -        | 6        |
| 1954 | "You're Still My Baby"                                    | OKeh 4-7015   | -        | 4        |
| 1954 | "I Feel So Bad"                                           | OKeh 4-7029   | -        | 8        |
| 1956 | "It's Too Late"                                           | Atlantic 1098 | -        | 3        |
| 1956 | "Juanita" / "Whatcha' Gonna Do When Your Baby Leaves You" | Atlantic 1112 | -        | 7 11     |
| 1957 | "C. C. Rider"                                             | Atlantic 1130 | 12       | 1        |
| 1958 | "Betty and Dupree"                                        | Atlantic 1168 | 33       | 15       |
| 1958 | "What Am I Living For" / "Hang Up My Rock And Roll Shoes" | Atlantic 1179 | 9 24     | 1 9      |
| 1958 | "My Life"                                                 | Atlantic 1192 | 46       | 12       |
| 1958 | "Keep A-Driving"                                          | Atlantic 2005 | -        | 19       |